# Articulation cartilagineuse
Les articulations cartilagineuses sont, du point de vue morphologique, des articulations dont les os sont réunis par du cartilage.
Du point de vue fonctionnel, elles se distinguent en :
- synchondroses ou articulations cartilagineuses primaires qui sont des synarthroses reliées par du cartilage hyalin,
- symphyses ou articulations cartilagineuses secondaires qui sont des amphiarthroses reliées par du fibrocartilage.